# Obid Dżebow
Obid Orifszojewicz Dżebow (tadż. Обид Орифшоевич Джебов; ur. 30 marca 1998) – rosyjski, a od 2023 roku tadżycki judoka. 
Srebrny medalista mistrzostw świata w 2025; uczestnik zawodów w 2024. Zajął piąte miejsce na igrzyskach azjatyckich w 2022, a także na igrzyskach wojskowych w 2019. Brązowy medalista mistrzostw Azji w 2025 roku. 